# 笑ふ男
- 笑う男

『笑ふ男』（わらうおとこ、原題：The Man Who Laughs）は、アメリカで作られたサイレント映画。原作はヴィクトル・ユーゴーの小説『笑う男』で、ドイツ表現主義のパウル・レニが監督した。『ノートルダムの傴僂男』（1923年）に似た恋愛映画だが、主人公グウィンプレンの怪奇な風貌からホラー映画に分類されることが多い。評論家のロジャー・イーバートは、「『笑ふ男』はメロドラマであるが、時として剣戟映画になり、表現主義的な陰鬱さに浸されてホラー映画のようにもなる」と評している。1927年4月に完成していたが、その後ウィリアム・フォックスが導入したムーヴィートーンを使って、効果音や音楽、さらにウォルター・ハーシュ、ルー・ポラック、エルノ・ラペー作の主題歌『When Love Comes Stealing』を追加し、トーキーとして1928年4月に公開された。なお、『笑ふ男』という表記は初公開時の表記で、近年は『笑う男』と表記されている。

## あらすじ
17世紀のイングランド、ジェームズ2世は邪悪な道化師バーキルフェドロの口車に乗って、政敵クランチャーリー卿を鉄の処女で処刑し、卿の幼い息子グウィンプレンの顔に外科手術によって永遠の笑いを刻みつける。雪の中に捨てられたグウィンプレンは女の赤ちゃんを抱いたまま死んでいた母親を発見。グウィンプレンは赤ちゃんを抱いてさまよい歩き、やがてウルシュスという男に拾われる。女の子デアは盲目であることがわかる。
成長したグウィンプレンは見世物「笑い男」となり、ウルシュス、デアと旅を続けている。グウィンプレンとデアは愛し合っている。
そこに、グウィンプレンの出生の秘密を知るバーキルフェドロや、グウィンプレンを誘惑する女公爵ジョシアナが現れ……。

## キャスト
- メアリー・フィルビン……デア
- コンラート・ファイト……グウィンプレン/クランチャーリー卿[5]
- ブランドン・ハースト……バーキルフェドロ
- オルガ・バクラノヴァ……女公爵ジョシアナ
- チェザーレ・グラヴィナ……ウルシュス
- スチュアート・ホームズ（英語版） ……ディリー・ムーア卿
- サム・ド・グラス……ジェームズ2世
- ジョージ・シーグマン……医師
- ジョセフィーヌ・クロウェル……アン女王

## 製作
ユニバーサル・ピクチャーズはヴィクトル・ユーゴー原作の『ノートルダム・ド・パリ』（1923年）の映画化の成功を受けて、主演したロン・チェイニーの次回作を熱望した。『オペラ座の怪人』の映画化が提案されたが、ユニバーサルの重役たちが拒否。代わりにユーゴーの『笑う男』が持ち上がった。原作が出版されたのは1869年だがイギリスとフランスでは不評で成功しなかった。とはいえ、1908年にフランスのパテで、1921年にオーストリアのOlympic-Film社で、二度映画化されていた。
チェイニーと契約したにもかかわらず、制作は始まらなかった。理由は、フランスのスタジオ Société Générale des Filmsから映画権を取得できなかったからである。契約は変更され、代わりに作られたのが『オペラの怪人』（1925年）だった。『オペラの怪人』成功の後、ユニバーサルの社長カール・レムリは再び『笑う男』の映画化に向けて動き始めた。レムニは『裏町の怪老窟』が国際的に評価されたパウル・レニ監督をハリウッドに招き、まず『猫とカナリヤ』を撮らせた。さらに、『裏町の怪老窟』でレニと組んだコンラート・ファイトをチャイニーの代わりに主演させることにした。ファイトは『カリガリ博士』に出演したことでも知られていた。一方、デア役は『オペラの怪人』でチャイニーの相手役を務めたメアリー・フィルビンを起用した。
美術には『猫とカナリヤ』でレニと組んだチャールズ・D・ホール。グウィンプレンのメイクを担当したのはジャック・ピアース。
ユニバーサルはこの映画に当時としては破格の100万ドル以上を投じた。

### サウンド
サイレント映画の上映では通常、劇場で音楽の伴奏がつけられる。ピアノだけの場合もあるし、オーケストラの場合もあるし、劇場によってばらばらだった。フォトプレイヤーやシアターオルガンが開発され、1900年から1930年にかけて劇場に設置され、ピアニストやオーケストラの仕事を奪っていったが、設置されていなかったり、水準に達しないところもあった。1920年代後半になると、メジャーの映画会社は録音した音楽を映画とともに供給し、絵と音をシンクロさせることに方針を変えた。
『笑ふ男』はサイレント映画として公開されたが、最初の上映の成功を受けて、上映をいったん休止し、効果音と音楽、さらに主題歌も付けて改めて公開した。それにはムービートーンのサウンド・オン・フィルム方式を使用した。レニはホラー映画で使う悲鳴や軋む音を採用しなかった（後に遺作となる『The Last Warning』では使用した）。主題歌『When Love Comes Stealing』は、エルノ・ラペーがダグラス・フェアバンクスの『ロビン・フッド』（1922年）のために作ったインストゥルメンタル曲に、ウォルター・ハーシュとルー・ポラックが歌詞をつけたものである。それ以外の曲はウィリアム・アクスト、サム・ペリー、それにラペーの曲、および、後に『恐怖城』（1932年）で再使用されることになるGustav Borchの曲が使われた。

## リリース
最初の公開から長く見ることができなかったが、1960年代にアメリカン・フィルム・インスティチュートからアメリカ議会図書館に寄付され、1969年のニューヨーク映画祭で同じような境遇にあった22作品と一緒に上映された。1998年にはピーター・ボグダノヴィッチ監督がテルライド映画祭で上映したものの、それ以降は、Kino InternationalとCineteca di Bolognaが２つのアメリカ版と１つのイタリア版から復元するまで見ることができなかった。レストア版は2003年にKino Internationalからリリースされた。

## 評価
当初、芳しい評価は得られなかった。一部の批評家は暗いテーマを嫌い、また、舞台がドイツ風で17世紀のイギリスに見え合いと不満を漏らした。特に批判的だったのがポール・ロサで、その著書『The Film Till Now』の中でこの映画のことを「映画技法の稚拙な模倣」とこきおろした。
近年になって、作品の評価は高まっている。映画評論家のロジャー・イーバートは「ドイツ表現主義のサイレント映画の最後の宝」と４つ星（満点）をつけ、レナード・マルティンも「目が眩むよう」と高く評価している。

## 影響
『笑ふ男』は、後のユニバーサル・ホラーに大きな影響を与えている。実際、メイクアップのピアースは『フランケンシュタイン』『狼男』など多くの作品で仕事をしている。美術のホールも同様である。
『バットマン』のキャラクターであるジョーカーとの類似もよく指摘される。2005年に出版されたグラフィックノベルのタイトルは『Batman: The Man Who Laughs』だった。